# Giorgio Chinaglia
Giorgio Chinaglia (ur. 24 stycznia 1947 w Carrarze, zm. 1 kwietnia 2012 w Naples) – włoski piłkarz, reprezentant kraju.

## Kariera piłkarska
Chinaglia urodził się w Carrarze, w Toskanii, jednak w 1955 przeprowadził się wraz z rodziną do Walii. Zamieszkali w Cardiff, a w 1962 Giorgio dołączył do młodzieżowej drużyny Swansea City. Debiut w drużynie seniorów zaliczył w październiku 1964 przeciwko Rotherham United. 
W 1966 powrócił do Włoch, gdzie został piłkarzem U.S. Massese 1919. Po roku opuścił tę drużynę na rzecz Internapoli Camaldoli S.S.D. Przez dwa lata gry w Internapoli zagrał 66 spotkań na poziomie Serie C, w których strzelił 24 bramki. Dobra postawa została zauważona przez S.S. Lazio, które w 1969 podpisało z nim kontrakt. W sezonie 1971/72 został z 21 bramkami królem strzelców Serie B, a Lazio awansowało do Serie A. Dwa sezony później zdobył z Lazio pierwsze w historii klubu mistrzostwo Serie A, a Chinaglia został królem strzelców Serie A z 24 bramkami. Łącznie przez 7 lat gry w Lazio wystąpił w 209 spotkaniach, w których strzelił 98 bramek. 
W 1976 opuścił Włochy i wyjechał do USA, gdzie został piłkarzem New York Cosmos. W zespole Cosmos grał z takimi zawodnikami jak Franz Beckenbauer, Johan Neeskens, Pelé czy Carlos Alberto Torres. Czterokrotnie wygrywał z zespołem mistrzostwo North American Soccer League w latach 1977, 1978, 1980 i 1982. Także czterokrotnie zostawał królem strzelców ligi w latach 1978–1981. Przez siedem lat gry dla zespołu z Nowego Jorku zagrał w 213 spotkaniach, w których strzelił 193 bramki, dzięki czemu jest najlepszym strzelcem w historii New York Cosmos. W 1983 zakończył karierę piłkarską. Zmarł w Naples 1 kwietnia 2012 roku, pochowany na Cmentarzu Flamińskim w Rzymie.
| Sezon   | Klub            | Kraj              | Rozgrywki      | Mecze | Bramki |
| ------- | --------------- | ----------------- | -------------- | ----- | ------ |
| 1964/65 | Swansea City    | Walia             | Division Two   | 1     | 0      |
| 1965/66 | Swansea City    | Walia             | Division Three | 5     | 1      |
| 1966/67 | Massese         | Włochy            | Serie C        | 32    | 5      |
| 1967/68 | Internapoli     | Włochy            | Serie C        | 31    | 10     |
| 1968/69 | Internapoli     | Włochy            | Serie C        | 35    | 14     |
| 1969/70 | S.S. Lazio      | Włochy            | Serie A        | 28    | 12     |
| 1970/71 | S.S. Lazio      | Włochy            | Serie A        | 30    | 9      |
| 1971/72 | S.S. Lazio      | Włochy            | Serie A        | 34    | 21     |
| 1972/73 | S.S. Lazio      | Włochy            | Serie A        | 30    | 10     |
| 1973/74 | S.S. Lazio      | Włochy            | Serie A        | 30    | 24     |
| 1974/75 | S.S. Lazio      | Włochy            | Serie A        | 30    | 14     |
| 1975/76 | S.S. Lazio      | Włochy            | Serie A        | 27    | 8      |
| 1976    | New York Cosmos | Stany Zjednoczone | NASL           | 19    | 19     |
| 1977    | New York Cosmos | Stany Zjednoczone | NASL           | 24    | 15     |
| 1978    | New York Cosmos | Stany Zjednoczone | NASL           | 30    | 34     |
| 1979    | New York Cosmos | Stany Zjednoczone | NASL           | 27    | 26     |
| 1980    | New York Cosmos | Stany Zjednoczone | NASL           | 32    | 32     |
| 1981    | New York Cosmos | Stany Zjednoczone | NASL           | 32    | 29     |
| 1982    | New York Cosmos | Stany Zjednoczone | NASL           | 32    | 20     |
| 1983    | New York Cosmos | Stany Zjednoczone | NASL           | 17    | 18     |

## Kariera reprezentacyjna
Chinaglia w kręgu zainteresowań selekcjonera włoskiej kadry Ferruccio Valcareggiego był już w 1970, kiedy to nie znalazł się w kadrze na Mistrzostwa Świata, ale pojechał z drużyną do Meksyku, aby zbierać doświadczenie. W 1971 stał się pierwszym piłkarzem z Włoch, który został powołany do reprezentacji jako zawodnik klubu drugoligowego. 
Na debiut musiał poczekać do 21 czerwca 1972, kiedy to zagrał w spotkaniu towarzyskim przeciwko reprezentacji Bułgarii, zremisowanym 1:1. Chinaglia zdobył w tym spotkaniu bramkę. Strzelił także bramkę w dwóch kolejnych spotkaniach. Dwa lata później został powołany na Mistrzostwa Świata 1974 rozgrywane w RFN. Na turnieju zagrał w dwóch spotkaniach przeciwko Haiti oraz Polsce. 
Po raz ostatni w reprezentacji zagrał 8 czerwca 1975 w meczu przeciwko Związkowi Radzieckiemu, przegranym 0:1. Łącznie w latach 1972–1975 Chinaglia zagrał w 14 spotkaniach reprezentacji Włoch, w których strzelił 4 bramki.
| Mecze i gole w reprezentacji | Mecze i gole w reprezentacji | Mecze i gole w reprezentacji | Mecze i gole w reprezentacji | Mecze i gole w reprezentacji | Mecze i gole w reprezentacji | Mecze i gole w reprezentacji |
| #                            | Data                         | Miasto                       | Przeciwnik                   | Gol                          | Wynik                        | Rozgrywki                    |
| ---------------------------- | ---------------------------- | ---------------------------- | ---------------------------- | ---------------------------- | ---------------------------- | ---------------------------- |
| 1.                           | 21.06.1972                   | Sofia                        | Bułgaria                     | Gol                          | 1:1                          | towarzyski                   |
| 2.                           | 20.09.1972                   | Turyn                        | Jugosławia                   | Gol                          | 3:1                          | towarzyski                   |
| 3.                           | 07.10.1972                   | Luksemburg                   | Luksemburg                   | Gol                          | 4:0                          | El. MŚ 1974                  |
| 4.                           | 21.10.1972                   | Berno                        | Szwajcaria                   |                              | 0:0                          | El. MŚ 1974                  |
| 5.                           | 13.01.1973                   | Neapol                       | Turcja                       |                              | 0:0                          | El. MŚ 1974                  |
| 6.                           | 09.06.1973                   | Rzym                         | Brazylia                     |                              | 2:0                          | towarzyski                   |
| 7.                           | 14.11.1973                   | Londyn                       | Anglia                       |                              | 1:0                          | towarzyski                   |
| 8.                           | 26.02.1974                   | Rzym                         | RFN                          |                              | 0:0                          | towarzyski                   |
| 9.                           | 08.06.1974                   | Wiedeń                       | Austria                      |                              | 0:0                          | towarzyski                   |
| 10.                          | 15.06.1974                   | Monachium                    | Haiti                        |                              | 3:1                          | MŚ 1974                      |
| 11.                          | 23.06.1974                   | Stuttgart                    | Polska                       |                              | 1:2                          | MŚ 1974                      |
| 12.                          | 19.04.1975                   | Rzym                         | Polska                       |                              | 0:0                          | El. ME 1976                  |
| 13.                          | 05.06.1975                   | Helsinki                     | Finlandia                    | Gol                          | 1:0                          | El. ME 1976                  |
| 14.                          | 08.06.1975                   | Moskwa                       | ZSRR                         |                              | 0:1                          | towarzyski                   |

## Sukcesy
Lazio
- Mistrzostwo Serie A (1): 1973/74
- Coppa delle Alpi (1): 1971
- Król strzelców Serie A (1): 1973/74 (24 bramek)
- Król strzelców Serie B (1): 1971/72 (21 bramek)

New York Cosmos
- Mistrzostwo North American Soccer League (4): 1977, 1978, 1980, 1982
- Król strzelców North American Soccer League (4): 1978, 1979, 1980, 1981